# Marino Sáiz
Marino Sáiz Maroto (Madrid, 1984) es un músico español. Violinista, cantautor y compositor,forma parte del circuito de cantautores madrileños. Publicó su primer disco, Tripolar, en 2014, y es autor y director del musical Marino Cabaret, estrenado en el Teatro Lara en 2019. Ha colaborado como violinista en los discos de Marwan, Funambulista, o Rozalén, y en conciertos de artistas consagrados como Joan Manuel Serrat, Víctor Manuel y  Miguel Poveda, entre otros.

## Desarrollo artístico
Tras formarse graduarse en Magisterio Musical, comenzó a compartir escenario con artistas consagrados como Joan Manuel Serrat, Miguel Poveda, Víctor Manuel, Rozalén, Niña Pastori, Andrés Suárez, Vanesa Martín, Funambulista o Marwan (entre otros) que han querido incluir el violín del artista en sus repertorios.
Conocido como el “violinista de los cantautores”, comenzó su carrera de la mano del desaparecido cantautor Andrés Lewin en el “Café Libertad”, y desde entonces es habitual en los conciertos de artistas con los que realiza giras y/o colabora en grabaciones y producciones musicales.
En 2014, compaginando las giras como músico acompañante, Marino Sáiz grabó su primer trabajo en solitario, un disco de estudio llamado “Tripolar”, con composiciones propias instrumentales y vocales. La presentación y el estreno en la Sala Galileo Galilei consiguió un lleno total y un éxito de crítica.
En 2015 acompañó al cantautor Andrés Suárez en una de sus primeras giras “Mi pequeña historia”, y le ha seguido acompañando hasta la gira denominada #AS en 2022.
En 2019 estrenó en el Teatro Lara de Madrid su espectáculo Marino Cabaret.

## Labor docente
Sáiz es diplomado en Magisterio Musical y compagina su labor como docente con su pasión por la música. Desde 2007 forma parte del equipo docente del colegio Virgen de Europa, donde ha realizado una labor de innovación educativa basada en las inteligencias múltiples, la sorpresa y el valor de la música como vehículo de aprendizaje.

## Obra
Su disco Tripolar (2014), contó con la coproducción de su mentor y amigo personal Andrés Lewin. Fue grabado y mezclado por Sancho Gómez - Escolar en los Estudios Arcadia. A la presentación del disco en la Sala Galileo, le siguió una gira de 7 meses por la geografía española: Madrid, Valencia, Palma de Mallorca, Andorra, Sevilla, Toledo, Murcia, Barcelona, Bilbao, Valladolid, Tenerife y las Palmas de Gran Canaria. En el disco colaboraron: Pablo Cebrían (guitarras y bajo); Alejandro Martinez (piano en Tengo Miedo, Lunas Distintas, Jonás y Los espejos nunca mienten); Andrés Lewin (batería y percusión). Cómo cantantes invitados: Andrés Suárez (segunda voz en lunas distintas); Diego Cantero, Funambulista (coros en “¿Y ahora qué?”); Tontxu, Fran Fernández y Diego Ojeda (coros en “La Farola”).
El musical “Marino Cabaret” es un experimento artístico en formato de cabaret. Sáiz plasma en él su manera de ver el mundo: sus anhelos, sueños, miedos… se presenta ante el público rodeado de músicos y bailarines; números instrumentales y cantados; solos de violín; monólogos; reflexiones sobre temas profundos y a la vez banales; atmósferas evocadoras y también histriónicas. En el musical se mezcla el repertorio de su disco Tripolar con nuevas composiciones y con montajes teatrales y performance. El montaje y producción contó con un elenco de artistas de diferentes disciplinas y técnicas: Andrés Litwin (batería y coros); Javier Pedreira (guitarra eléctrica y acústica); Luismi Baladrón (bajo y coros); Gabriel Peso (teclados); Álvaro de Vega (bailarín); Rey Rojas (bailarín); Vicente Cano (técnico de sonido); David Borrás (técnico de Iluminación).

### Colaboraciones en discos
- Rozalén. “Con derecho a…”[6]
- Miguel Poveda. “El tiempo pasa volando”.[17]
- Niña Pastori. “Raíz”.
- Xoel López. “Paramales”
- Antonio Flores. Recopilatorio “Cosas mías”.
- Enrique Urquijo. Recopilatorio, “Han llovido 15 años”.
- Andrés Suárez. “Moraima”, “Mi pequeña historia”, “Desde una ventana”, “Cuando baje la marea”.
- Funambulista. “El Observatorio”, “Dual”, “Quédate”.
- Tontxu. “Cicatrizando”.
- Marwan. “Mis Paisajes Interiores”, “Apuntes sobre mi paso por el invierno”, “Las cosas que no pude responder”.
- Lewin. “La tristeza de la vía láctea”.
- Luis Ramiro. “El monstruo del armario”, “Magia”, “El mundo por delante”.
- Patricio. “Trilirí, Tralará”.
- Diego Ojeda. “Manhattan”, “Amerizaje”.
- Fran Fernández. “Vorágine”.
- Lucas, Pez Mago. “Piscinas Vacías”.
- Alejandro Martínez. “Orgullo”, “Jaime Gil de Biezma”.
- David Moya. “Las Horas invisibles”.
- César Pop. “Te llames como te llames”.

### Colaboraciones en directo
- Joan Manuel Serrat
- Rapahel y Ana Torroja.[18]
- Miguel Poveda
- Víctor Manuel
- Vanesa Martín
- Rozalén
- Andrés Suárez
- Rayden
- Tontxu
- Funambulista
- Marwan
- Luis Ramiro
- Virginia Maestro
- Muerdo

### Arreglos de cuerda y co-producciones
- Pablo Cebrián.
- Ludovico Vagnone.
- Alfonso Pérez.
- Sancho Gómez Escolar.
- Ismael Guijarro.
- Julio Jiménez “Chaboli”.
- Juan Guevara.
- Peter Walsh.
- Adrián Schinoff.
- Óscar Herrador.
- Santi Fernández

### Apariciones en televisión (España)
- Viva la vida
- La mejor canción jamás cantada
- Qué tiempo tan feliz
- Los conciertos de Radio3
- Fama, a bailar